# Пуштулімська сільська рада
Пуштулі́мська сільська рада (рос. Пуштулимский сельский совет) — сільське поселення у складі Єльцовського району Алтайського краю Росії.
Адміністративний центр — село Пуштулім.

## Історія
2011 року ліквідована Послідниковська сільська рада (села Бахта, Послідниково, селища Вятськ, Казанськ), територія увійшла до складу Пуштулімської сільради.

## Населення
Населення — 984 особи (2019; 1018 в 2010, 1307 у 2002).

## Склад
До складу сільської ради входять:
| Населений пункт    | Населення, осіб (2002) | Населення, осіб (2010) |
| ------------------ | ---------------------- | ---------------------- |
| Анамас, село       | 16                     | 5                      |
| Бахта, село        | 35                     | 26                     |
| Вятськ, селище     | 8                      | 2                      |
| Казанськ, селище   | 3                      | 3                      |
| Калтик, село       | 97                     | 40                     |
| Послідниково, село | 162                    | 141                    |
| Пуштулім, село     | 869                    | 726                    |
| Троїцьк, селище    | 58                     | 25                     |
| Чиста Грива, село  | 59                     | 50                     |